# All the Greatest Hits
All the Greatest Hits —en español: Todos los grandes éxitos— es el segundo álbum recopilatorio de la banda británica de pop rock McFly. El disco fue publicado el 5 de noviembre de 2007 y contiene todo los sencillos de la banda hasta dicha fecha, más 2 canciones nuevas, «The Heart Never Lies» y «Don't Wake Me Up» y una versión de Foolproof llamada «The Way You Make Me Feel».
El álbum alcanzó el puesto nº 4 en las listas de ventas y se convirtió en disco de oro por sus ventas de más de 200 000 copias. El único sencillo perteneciente al álbum, «The Heart Never Lies», alcanzó el puesto #3 en el Reino Unido.
El álbum se publicó originalmente como Greatest Hits, pero posteriormente se publicó una versión de lujo llamada All the Greatest Hits que contenía 8 pistas más.

## Lista de canciones
| Greatest Hits (Island 1749098) |                            |                                                                                                 |          |  |
| N.º                            | Título                     | Escritor(es)                                                                                    | Duración |  |
| 1.                             | «Five Colours In Her Hair» | Tom Fletcher, Danny Jones, James Bourne, B. Sargeant                                            | 2:58     |  |
| 2.                             | «All About You»            | Tom Fletcher                                                                                    | 2:46     |  |
| 3.                             | «Star Girl»                | Tom Fletcher, Danny Jones, Dougie Poynter, Harry Judd, Jason Perry, Juliam Emery, Daniel Carter | 3:28     |  |
| 4.                             | «Obviously»                | Tom Fletcher, Danny Jones, James Bourne                                                         | 3:16     |  |
| 5.                             | «The Heart Never Lies»     | Tom Fletcher                                                                                    | 3:26     |  |
| 6.                             | «Please, Please»           | Tom Fletcher, Danny Jones, Dougie Poynter, Harry Judd, Jason Perry                              | 3:09     |  |
| 7.                             | «Room on the 3rd Floor»    | Tom Fletcher, Danny Jones                                                                       | 3:16     |  |
| 8.                             | «Don't Stop Me Now»        | Freddie Mercury                                                                                 | 3:20     |  |
| 9.                             | «I'll be ok»               | Tom Fletcher, Danny Jones, Dougie Poynter                                                       | 3:25     |  |
| 10.                            | «That Girl»                | Tom Fletcher, James Bourne                                                                      | 3:17     |  |
| 11.                            | «Baby's Coming Back»       | Jellyfish                                                                                       | 3:23     |  |
| 12.                            | «Transylvania»             | Tom Fletcher, Dougie Poynter                                                                    | 4:10     |  |
| 13.                            | «The Way You Make Me Feel» | Foolproof                                                                                       | 3:37     |  |
| 14.                            | «Don't Wake Me Up»         |                                                                                                 | 4:08     |  |
| 59:30                          |                            |                                                                                                 |          |  |

| All the Greatest Hits |                                              |                                                                                                   |          |  |
| N.º                   | Título                                       | Escritor(es)                                                                                      | Duración |  |
| 1.                    | «5 colours in her hair»                      | Tom Fletcher, Danny Jones, James Bourne, B. Sargeant                                              | 2:58     |  |
| 2.                    | «Obviously»                                  | Tom Fletcher, Danny Jones, James Bourne                                                           | 3:16     |  |
| 3.                    | «That Girl»                                  | Tom Fletcher, James Bourne                                                                        | 3:17     |  |
| 4.                    | «Room on the 3rd Floor»                      | Tom Fletcher, Danny Jones                                                                         | 3:16     |  |
| 5.                    | «All About You»                              | Tom Fletcher                                                                                      | 2:46     |  |
| 6.                    | «I'll be ok»                                 | Tom Fletcher, Danny Jones, Dougie Poynter                                                         | 3:25     |  |
| 7.                    | «I Wanna Hold You»                           | Tom Fletcher, Danny Jones                                                                         | 2:58     |  |
| 8.                    | «The Ballad of Paul K»                       | Tom Fletcher, Danny Jones, Dougie Poynter                                                         | 3:17     |  |
| 9.                    | «Ultraviolet»                                | Tom Fletcher, Danny Jones                                                                         | 3:56     |  |
| 10.                   | «Please, Please»                             | Tom Fletcher, Danny Jones, Dougie Poynter, Harry Judd, Jason Perry                                | 3:09     |  |
| 11.                   | «Dont Stop Me Now»                           | Freddie Mercury                                                                                   | 3:20     |  |
| 12.                   | «Star Girl»                                  | Tom Fletcher, Danny Jones, Dougie Poynter, Harry Judd, Jason Perry, Julian Emery, Daniel P Carter | 3:28     |  |
| 13.                   | «Friday Night»                               | Tom Fletcher, Danny Jones, Dougie Poynter, Jason Perry, Julian Emery, Daniel P Carter             | 3:22     |  |
| 14.                   | «Sorry's Not Good Enough»                    | Tom Fletcher, Danny Jones, Dougie Poynter, Jason Perry, Julian Emery                              | 4:27     |  |
| 15.                   | «Transylvania»                               | Tom Fletcher, Dougie Poynter                                                                      | 4:10     |  |
| 16.                   | «Baby's Coming Back»                         | Jellyfish                                                                                         | 3:23     |  |
| 17.                   | «The Heart Never Lies»                       | Tom Fletcher                                                                                      | 3:26     |  |
| 18.                   | «The Way You Make Me Feel»                   | Foolproof                                                                                         | 3:37     |  |
| 19.                   | «Don't Wake Me Up»                           |                                                                                                   | 4:08     |  |
| 20.                   | «Five colours in her hair» (versión EE. UU.) | Tom Fletcher, Danny Jones, James Bourne, B. Sargeant                                              | 3:02     |  |
| 21.                   | «You've Got a Friend»                        | Carole King                                                                                       | 4:32     |  |
| 22.                   | «Memory Lane»                                | Tom Fletcher, James Bourne                                                                        | 4:40     |  |
| 78:18                 |                                              |                                                                                                   |          |  |

## Posicionamiento en las listas de ventas
| Lista de ventas                        | Posición más alta | Certificación   |
| -------------------------------------- | ----------------- | --------------- |
| UK Albums Chart                        | 4                 | Oro (cert. BPI) |
| U.S. Billboard European Top 100 Albums | 18                | -               |
| Irish Albums Chart                     | 20                | -               |